# ジャクソン・ショルツ
ジャクソン・ショルツ （Jackson Volney Scholz、1897年3月15日-1986年10月26日）は、アメリカ合衆国の元陸上競技選手。短距離の選手として1920年アントワープオリンピックから3大会連続してオリンピックに出場。オリンピックの短距離種目において3大会連続で決勝に残った初めての選手である。

## 経歴
ショルツの最初のオリンピックは1920年アントワープオリンピックであった。この大会でショルツは4×100mリレーでアメリカチームの一員として金メダルを獲得している。加えて、100m走にもエントリーし、4位となっている。同じ年に彼は100mの世界タイ記録(10.6秒)を樹立している。
4年後の1924年パリオリンピックでは、ショルツは100m、200m両種目で優勝候補であった。彼は、期待に応え200mでは金メダルを獲得する。しかし100mではイギリスのハロルド・エイブラハムス(Harold Abrahams)に敗れ銀メダルに終わる。映画「炎のランナー」に描かれたこの勝負が彼をもっとも有名にさせたのかもしれない。
ショルツは1928年アムステルダムオリンピックに3大会連続出場を果たす。前大会のチャンピオンとして200mに出場するも4位という結果に終わる。